# Aplastodiscus ibirapitanga
Az Aplastodiscus ibirapitanga a kétéltűek (Amphibia) osztályának békák (Anura) rendjébe és a levelibéka-félék (Hylidae)családjába tartozó faj. A faj 12 további fajjal együtt csak mostanában, a Hylidae család felülvizsgálatakor került a Hyla nemből az Aplastodiscus nembe.

## Előfordulása
A faj Brazília endemikus faja, az országon belül Bahía állam déli és keleti részén, valamint Minas Gerais államban honos. Természetes élőhelye a trópusi vagy szubtrópusi nedves hegyvidéki erdők, folyók. A fajra élőhelyének elvesztése jelent fenyegetést.